# 温泉ボーイ
『温泉ボーイ』（おんせんボーイ）は、柳沢きみおによる日本の漫画。『週刊少年ジャンプ』（集英社）において1976年3・4合併号から20号まで連載された。単行本は若木書房より全1巻が発売された。

## 解説
山奥の温泉街に来た少年を主役にしたギャグ漫画。『女だらけ』の流れを受け、お色気シーンがあるが、主人公の学校の描写がメインになる内に徐々に減っていった。当時、作者はギャグ漫画について限界を感じていた。また、束縛されずに自分の世界を表現したいとの思いが強くなり、この作品終了後、『週刊少年ジャンプ』との専属契約をやめフリーになる。そして『週刊少年チャンピオン』で『月とスッポン』を連載することになる。

## 登場人物
山野ウサジ（やまの うさじ）
旅館東屋に番頭として雇われた父親に連れられ、山湯温泉にやってきた小学5年生。母の入院費を稼ぐ為に懸命に働く父の負担を減らそうと、父親の手伝いをする。失敗してもめげない前向きな性格で、学校のクラス内の対立を解決したこともある。
ポン太
山湯温泉の芸者。道理の通じない相手には啖呵を切ったりと、威勢が良い姉御肌で、何かとウサジ親子の世話をする。
アッコ
山湯小学校のウサジのクラスの担任の先生。ポン太の姉だが酒が全く飲めない。
水野小杉（みずの こすぎ）
ウサジの同級生。ホテル清水の経営者の娘。ウサジのクラスでは旅館経営者の子供は従業員の子供と仲が悪いが、水野は従業員の子供とも仲良くしている。
べち
ストリップ小屋の経営者。『女だらけ』などで見られる作者の分身ではなく、1キャラクターとして描かれている。